# 浮体效应
浮体效应（英語：Floating body effect）是在SOI技术中实现的晶体管与体势（body potential）相关的效应。晶体管在绝缘体层上形成一个电容。这个电容上聚集的电荷可能会产生负面效应，例如，开启结构上的寄生晶体管和关态泄漏电流（off-state leakages），造成更高的电流消耗，以防动态随机存取存储器丢失信息。它也造成历史效应（英語：history effect），即晶体管与之前状态阈值电压有关的效应。在模拟电路器件中，浮体效应被称作扭结效应（英語：Kink effect）。